# Каменные Ключи (Свердловская область)
Каменные Ключи — посёлок в городском округе Верхняя Пышма Свердловской области. Управляется Мостовским сельским советом. Площадь поселка 8,000 кв.км.

## География
Населённый пункт расположен на северном берегу пруда в среднем течении реки Мостовка, в 36 километрах на северо-восток от административного центра округа — города Верхняя Пышма.

## История
В начале 2000-х годов посёлок был выбран областной администрацией как место вселения российских немцев репатриантов из Германии. По некоторым сведениям переселилась одна семья. В связи с этим, постановлением областного заксобрания от 29 июня 2000 года № 113-ПОД, посёлок Каменные Ключи был переименован в Малый Люнен. Но данная инициатива не была поддержана на федеральном уровне и в 2001 г. закон о переименовании был признан утратившим силу.

## Население
| 2002 | 2010 |
| ---- | ---- |
| 9    | ↗13  |

Структура
По данным переписи 2002 года национальный состав следующий: русские — 53 %. По данным переписи 2010 года в посёлке было: мужчин — 6, женщин — 7.

## Инфраструктура
Посёлок разделён на пять улиц (Еловая, Кедровая, Пихтовая, Таёжная, Школьная).